# Lijst van nationale parken in Finland
Anno 2022 zijn er in Finland 41 nationale parken. Samen hebben ze een grootte van 8250 km². De Finse regering wil nog een park oprichten: Evo. De parken worden beheerd door de Finse overheidsdienst voor staatsbosbeheer (Fins: Metsähallitus/ Zweeds: Forststyrelsen/ Samisch: Meahciráđđehus).

## Nationale parken
| Nationaal park                             | Foto |
| ------------------------------------------ | ---- |
| Nationaal park Archipel                    |      |
| Nationaal park Ekenäsarchipel              |      |
| Nationaal park Etelä-Konnevesi             |      |
| Nationaal park Helvetinjärvi               |      |
| Nationaal park Hiidenportti                |      |
| Nationaal park Hossa                       |      |
| Nationaal park Isojärvi                    |      |
| Nationaal park Kauhaneva-Pohjankangas      |      |
| Nationaal park Koli                        |      |
| Nationaal park Kolovesi                    |      |
| Nationaal park Kurjenrahka                 |      |
| Nationaal park Lauhanvuori                 |      |
| Nationaal park Leivonmäki                  |      |
| Nationaal park Lemmenjoki                  |      |
| Nationaal park Liesjärvi                   |      |
| Nationaal park Linnansaari                 |      |
| Nationaal park Nuuksio                     |      |
| Nationaal park Oostelijke Golf van Finland |      |
| Nationaal park Oulanka                     |      |
| Nationaal park Pallas-Yllästunturi         |      |
| Nationaal park Patvinsuo                   |      |
| Nationaal park Perämeri                    |      |
| Nationaal park Petkeljärvi                 |      |
| Nationaal park Puurijärvi-Isosuo           |      |
| Nationaal park Pyhä-Häkki                  |      |
| Nationaal park Pyhä-Luosto                 |      |
| Nationaal park Päijänne                    |      |
| Nationaal park Repovesi                    |      |
| Nationaal park Riisitunturi                |      |
| Nationaal park Rokua                       |      |
| Nationaal park Salamajärvi                 |      |
| Nationaal park Salla                       |      |
| Nationaal park Selkämeri                   |      |
| Nationaal park Sipoonkorpi                 |      |
| Nationaal park Syöte                       |      |
| Nationaal park Teijo                       |      |
| Nationaal park Tiilikkajärvi               |      |
| Nationaal park Torronsuo                   |      |
| Nationaal park Urho Kekkonen               |      |
| Nationaal park Valkmusa                    |      |